# Paris-Nice 2007
Paris-Nice 2007 foregik fra den 11. til den 18. marts 2007 og markerede starten på UCI ProTour 2007. Efter meget frem og tilbage blev det klart at alle ProTour-holde stillede til start i Paris den 11. marts. Selv om løbet stod på ProTour-kalenderen havde den ikke ProTour-lisens.
160 ryttere var tilmeldt. I tillæg til ProTour-holdene, stilte også Astana Team fra Schweiz og franske Agritubel op.
Alberto Contador fra Discovery Channel tog hjem med den sammenlagtesejer, samt ungdomstrøjen. Han var kun den anden spaniol i historien til et vinde Paris-Nice, efter at Miguel Indurain vandt løbet i 1989 og 1990.
Franco Pellizotti vandt pointtrøjen, mens hjemmeynglingen Thomas Voeckler sikrede sig bjergtrøjen. Caisse d'Epargne vandt holdkonkurrencen, mens Discovery Channel med sine 3 etapesejre, vandt flest.

## Etaperne

### Prolog: Issy les Moulineaux, 4.7 km (ITT)
11-03-2007
|   | Rytter          | Hold               | Tid    |
| - | --------------- | ------------------ | ------ |
| 1 | David Millar    | Saunier Duval      | 6.01   |
| 2 | Roman Kreuziger | Liquigas           | + 0.01 |
| 3 | Sébastien Joly  | Française des Jeux | + 0.02 |

### 1. etape: Cloyes sur le Loir-Buzançais, 186 km
12-03-2007
|   | Rytter             | Hold     | Tid     |
| - | ------------------ | -------- | ------- |
| 1 | Jean-Patrick Nazon | ag2r     | 4:29.39 |
| 2 | Sebastian Siedler  | Milram   | + 0.00  |
| 3 | Mathew Hayman      | Rabobank | + 0.00  |

### 2. etape: Vatan-Limoges, 177 km
13-03-2007
|   | Rytter            | Hold     | Tid     |
| - | ----------------- | -------- | ------- |
| 1 | Franco Pellizotti | Liquigas | 3:57.36 |
| 2 | Daniele Bennati   | Lampre   | + 0.02  |
| 3 | Luca Paolini      | Liquigas | + 0.02  |

### 3 etape: Limoges-Maurs, 215.5 km
14-03-2007
|   | Rytter            | Hold       | Tid     |
| - | ----------------- | ---------- | ------- |
| 1 | Alexandr Kolobnev | Team CSC   | 4:59.35 |
| 2 | Tom Boonen        | Quick Step | + 0.12  |
| 3 | Daniele Bennati   | Lampre     | + 0.12  |

### 4. etape: Maurs-Mende, 169.5 km
15-03-2007
|   | Rytter             | Hold              | Tid     |
| - | ------------------ | ----------------- | ------- |
| 1 | Alberto Contador   | Discovery Channel | 4:07.26 |
| 2 | Davide Rebellin    | Gerolsteiner      | + 0.02  |
| 3 | David Lopez Garcia | Caisse d'Epargne  | + 0.12  |

### 5 etape: Sorgues-Manosque, 178 km
16-03-2007
|   | Rytter            | Hold              | Tid     |
| - | ----------------- | ----------------- | ------- |
| 1 | Yaroslav Popovych | Discovery Channel | 4:11.51 |
| 2 | Francisco Ventoso | Saunier Duval     | + 0.14  |
| 3 | Samuel Dumoulin   | ag2r              | + 0.14  |

### 6 etape: Brignoles-Cannes, 200 km
17-03-2007
|   | Rytter            | Hold             | Tid     |
| - | ----------------- | ---------------- | ------- |
| 1 | Luis León Sánchez | Caisse d'Epargne | 4:46.32 |
| 2 | Mirco Lorenzetto  | Team Milram      | + 0.28  |
| 3 | Jérôme Pineau     | Bouygues Télécom | + 0.28  |

### 7 etape: Nice, 129.5 km
18-03-2007
|   | Rytter             | Hold              | Tid     |
| - | ------------------ | ----------------- | ------- |
| 1 | Alberto Contador   | Discovery Channel | 3:15.47 |
| 2 | David Lopez Garcia | Caisse d'Epargne  | + 0.19  |
| 3 | Joaquin Rodriguez  | Caisse d'Epargne  | + 0.19  |

## Sammenlagt
|    | Rytter             | Hold              | Tid      |
| -- | ------------------ | ----------------- | -------- |
| 1  | Alberto Contador   | Discovery Channel | 29:55.22 |
| 2  | Davide Rebellin    | Gerolsteiner      | + 0.26   |
| 3  | Luis Sánchez       | Caisse d'Epargne  | + 0.42   |
| 4  | Tadej Valjavec     | Lampre            | + 0.49   |
| 5  | Franco Pellizotti  | Liquigas          | + 0.57   |
| 6  | David Lopez Garcia | Caisse d'Epargne  | + 1.00   |
| 7  | Cadel Evans        | Predictor-Lotto   | + 1.01   |
| 8  | Frank Schleck      | Team CSC          | + 1.08   |
| 9  | Samuel Sanchez     | Euskaltel         | + 1.12   |
| 10 | Joaquin Rodriguez  | Caisse d'Epargne  | + 1.22   |

## Pointtrøjen
|   | Rytter            | Hold             | Point |
| - | ----------------- | ---------------- | ----- |
| 1 | Franco Pellizotti | Liquigas         | 90    |
| 2 | Jérôme Pineau     | Bouygues Télécom | 81    |
| 3 | Davide Rebellin   | Gerolsteiner     | 80    |

## Bjergtrøjen
|   | Rytter           | Hold              | Point |
| - | ---------------- | ----------------- | ----- |
| 1 | Thomas Voeckler  | Bouygues Télécom  | 65    |
| 2 | Tom Danielson    | Discovery Channel | 42    |
| 3 | Alberto Contador | Discovery Channel | 36    |

## Ungdomstrøjen
|   | Rytter           | Hold              | Tid      |
| - | ---------------- | ----------------- | -------- |
| 1 | Alberto Contador | Discovery Channel | 29:55.22 |
| 2 | Luis Sánchez     | Caisse d'Epargne  | + 0.42   |
| 3 | Andy Schleck     | Team CSC          | + 2.20   |

## Holdkonkurrencen
|   | Hold             | Nation  | Tid      |
| - | ---------------- | ------- | -------- |
| 1 | Caisse d'Epargne | Spanien | 89:49.06 |
| 2 | Team CSC         | Danmark | + 3.50   |
| 3 | Predictor-Lotto  | Belgien | + 5.26   |

## Trøjerne dag for dag
| Stage (Vinder)               | Sammenlagt        | Bjergtrøjen       | Pointtrøjen       | Ungdomstrøjen    | Holdkonkurrencen     |
| ---------------------------- | ----------------- | ----------------- | ----------------- | ---------------- | -------------------- |
| Prolog (ITT) (David Millar)  | David Millar      | Ingen             | David Millar      | Roman Kreuziger  | Saunier Duval-Prodir |
| Etape 1 (Jean-Patrick Nazon) | David Millar      | Romain Feillu     | Daniele Bennati   | Roman Kreuziger  | Saunier Duval-Prodir |
| Etape 2 (Franco Pellizotti)  | Franco Pellizotti | Stéphane Augé     | Daniele Bennati   | Roman Kreuziger  | Liquigas             |
| Etape 3 (Alexandre Kolobnev) | Franco Pellizotti | Heinrich Haussler | Daniele Bennati   | Roman Kreuziger  | Liquigas             |
| Etape 4 (Alberto Contador)   | Davide Rebellin   | Heinrich Haussler | Daniele Bennati   | Alberto Contador | Caisse d'Epargne     |
| Etape 5 (Yaroslav Popovych)  | Davide Rebellin   | Heinrich Haussler | Daniele Bennati   | Alberto Contador | Caisse d'Epargne     |
| Etape 6 (Luis León Sánchez)  | Davide Rebellin   | Thomas Voeckler   | Franco Pellizotti | Alberto Contador | Caisse d'Epargne     |
| Etape 7 (Alberto Contador)   | Alberto Contador  | Thomas Voeckler   | Franco Pellizotti | Alberto Contador | Caisse d'Epargne     |

## Eksterne links
- Paris-Nice officielle hjemmeside